# Trzęsienie ziemi w Bam (2003)
Trzęsienie ziemi w Bam – trzęsienie ziemi, jakie nawiedziło 26 grudnia 2003 roku miasto Bam w prowincji Kerman, w południowo-wschodnim Iranie. Skutkiem wstrząsu była śmierć ponad 26 tysięcy mieszkańców, liczba rannych sięgnęła 30 tysięcy.

## Zdarzenie

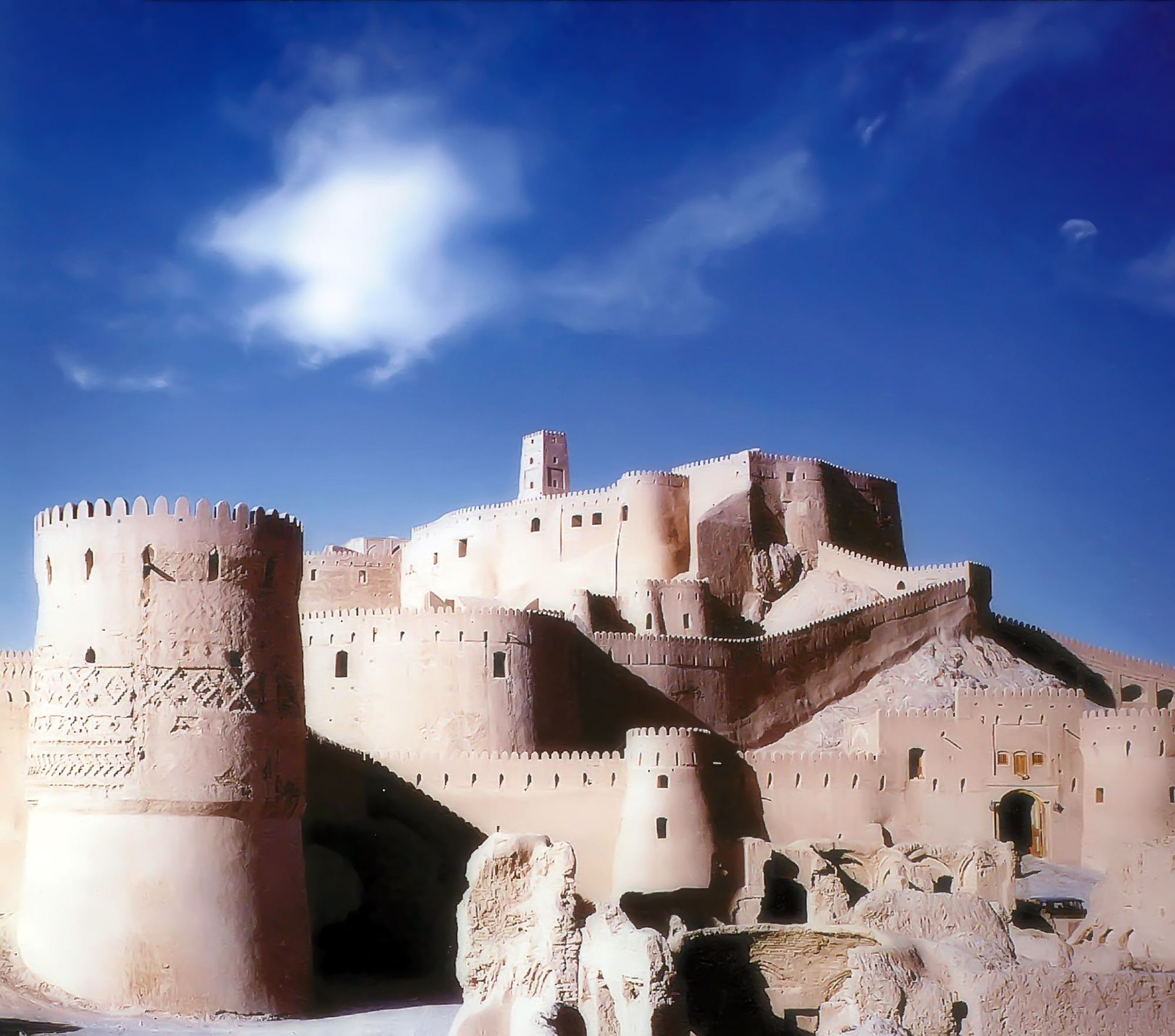
Cytadela w Bam przed trzęsieniem ziemi

Wstrząs o magnitudzie 6,6 wystąpił o godzinie 5:26 czasu irańskiego. Jego epicentrum znajdowało się wówczas w odległości około 10 kilometrów na południowy zachód od starożytnego miasta Bam. Wstrząs okazał się na tyle silny, by około 80% budynków i infrastruktury w obszarze Bam zostało zniszczone.
Jedną z przyczyn dużej śmiertelności wśród mieszkańców było nieprzestrzeganie norm budowlanych podczas wznoszenia budynków mieszkalnych. Miasto prócz głównego wstrząsu nawiedziło jeszcze 29 poważnych wstrząsów wtórnych.
Oprócz budynków mieszkalnych, zniszczeniu uległa także wpisana na listę światowego dziedzictwa UNESCO starożytna Cytadela w Bam, największa budowla wzniesiona wyłącznie z cegły suszonej.
Międzynarodowe agencje, takie jak ONZ oszacowały, że odbudowa miasta i pomoc mieszkańcom pochłonie 1 mld $.